# Яблонська Галина Людвигівна
Яблонська Галина Людвигівна (нар. 18 листопада 1913, Бджільна, Вінницька обл. — пом. 15 липня 1999, Київ) — український бібліофіл, бібліотекар, директор Державної наукової архітектурно-будівельної бібліотеки імені В. Г. Заболотного (1963—1991).

## З біографії
Г. Л. Яблонська народилася 18 листопада 1913 року в селі Бджільна Теплицького району Вінницької області в сім'ї польських переселенців. Батько, Людвіг Андрійович — слюсар на цукрових і спиртових заводах. Мати, Марія Станіславівна, вчителька.
У 1931 році Галина Людвигівна закінчила технікум садівництва.
У 1934 році закінчила курси хіміків, після чого працювала завідувачем лабораторією і хіміком-аналітиком на заводах і в лабораторії Вінницького спиртотресту.
У 1937 році вийшла заміж за Хшановського Феліціана Антоновича, інженера-технолога, переїхала в Київ і працювала хіміком в лабораторіях Наркомхарчопрому.
У січні 1945 року почала працювати у щойно створеній (26 березня 1944 року) Науковій бібліотеці Академії архітектури УРСР на посаді бібліотекаря, згодом — завідувача відділу книгозберігання. На практиці освоїла всі технологічні процеси бібліотечної справи — інвентаризацію, каталогізацію, комплектування фонду, виконувала велику бібліографічну роботу (укладала картотеки, готувала бібліографічні покажчики), досконало вивчила бібліотечний фонд, обслуговувала користувачів на абонементі та в читальних залах.
У 1950—1954 роках навчалась у Харківському державному бібліотечному інституті і отримала спеціальність бібліографа.
У 1963 році, після ліквідації Академії будівництва і архітектури УРСР стала директором бібліотеки (посаду обіймала протягом 28 років, до квітня 1991 року).
У квітні 1991 року у 78-річному віці за власним бажанням звільнилась з посади директора і її було призначено на посаду завідувача відділу рідкісної книги і краєзнавства, а через два роки (червень 1993 року) за станом здоров'я переведена на посаду бібліотекаря І категорії цього ж відділу. 26 квітня 1995 року закінчила трудовий шлях в бібліотеці і вийшла на пенсію.
Завдяки клопіткій роботі Яблонської Г. Л. у бібліотеці зібрано унікальний фонд рідкісних і раритетних видань XVI—XIX століть.
Г. Л. Яблонська була ентузіастом бібліотечної справи, стояла біля витоків створення унікальної галузевої бібліотеки поряд з президентом Академії архітектури УРСР В. Г. Заболотним, бібліографом О. Б. Шинкаренко, перекладачем М. А. Новіковим, бібліотекарем І. Д. Папір, академіками, членами-кореспондентами, аспірантами академії, які опікувались питаннями розвитку академічної Наукової бібліотеки.
Галина Людвигівна померла 15 липня 1999 року на 86 році життя. Похована у Києві на Лісовому цвинтарі.

## Основні праці
- Библиотека для архитекторов и строителей / Г. Яблонская // Строительство и архитектура. 1966. № 2. С. 36.
- Поточное строительство. Вып. ІІ: аннотир. указ. отечеств. лит. за 1930—1967 гг. / НТБ НИИСП Госстроя УССР ; сост.: Г. Н. Бахтина, Л. М. Бурбело, Г. Л. Яблонская ; консультанты: А. М. Клиндух, П. И. Недавний, А. П. Обозный. Киев: [б. и.], 1967. 79 с.
- Поточное строительство. Вып. ІІІ: аннотир. указатель отечеств. лит. за 1930—1967 гг. / НТБ НИИСП Госстроя УССР ; сост.: Г. Н. Бахтина, Л. М. Бурбело, Г. Л. Яблонская ; консультанты: А. М. Клиндух, П. И. Недавний, А. П. Обозный. Киев: [б. и.], 1968. 102 с.
- Важнейшее звено службы информации / Г. Яблонская // Строительная газета. 1969. 28 нояб. (№ 46). С. 2.
- Издания научно-технической библиотеки НИИСП Госстроя УССР за 1948—1970 гг. : библиогр. указ. / НТБ НИИСП Госстроя УССР ; сост. Л. М. Бурбело ; отв. за вып. Г. Л. Яблонская. Киев: НИИСП Госстроя УССР, 1971. 23 с.
- Прогнозирование научно-технического прогресса: указ. отечеств. лит. за 1967—1971 гг. / НТБ НИИСП Госстроя УССР ; сост.: Г. Н. Бахтина ; консультант М. Г. Кучер ; отв. за вып. Г. Л. Яблонская. Киев: [б. и.], 1972. 75 с.
- Издания научно-технической библиотеки НИИСП Госстроя УССР за 1971—1975 гг. : библиогр. указ. / НТБ НИИСП Госстроя УССР ; сост. Ю. А. Яковиненко ; отв. за вып. Г. Л. Яблонская. Киев: НИИСП Госстроя УССР, 1976. 10 с.
- Издания научно-технической библиотеки НИИСП Госстроя УССР за 1976—1980 гг. : библиогр. указ. / НТБ НИИСП Госстроя УССР ; сост. Н. Г. Семеновская ; отв. за вып. Г. Л. Яблонская. Киев: НИИСП Госстроя УССР, 1980. 5 с.
- Об организации библиотечного обслуживания / Г. Яблонская // Строительство и архитектура: экспресс-информация / ВНИИИС. 1986. Bып. 3. С. 14–17. (Сер 15. Науч.-тех. инф. в стр-ве).
- Державна наукова архітектурно-будівельна бібліотека (ДНАББ) Мінбудархітектури України: [проспект] / Мінбудархітектури України, ДНАББ Мінбудархітектури України ; уклад.: Г. А. Войцехівська, К. В. Боліла, Г. Л. Яблонська. Київ: Укрархбудінформ, 1994. 7 с. : іл.

## Нагороди
Діяльність Г. Л. Яблонської неодноразово відзначалась почесними нагородами Держбуду СРСР, Держбуду УРСР, Мінбудархітектури України, Науково-дослідного інституту будівельного виробництва, Українського республіканського правління науково-технічного товариства будіндустрії тощо.
У 1997 році Г. Л. Яблонська стала лауреатом премії імені академіка М. С. Буднікова Академії будівництва України.